# I-366 (tàu ngầm Nhật)
I-366 là một tàu ngầm vận tải thuộc lớp Type D1 được Hải quân Đế quốc Nhật Bản chế tạo vào giai đoạn cuối Chiến tranh Thế giới thứ hai. Nhập biên chế năm 1944, nó thực hiện các chuyến vận tải giữa Nhật Bản đến các căn cứ tại các đảo bị cô lập, cho đến khi được cải biến thành tàu ngầm mẹ mang ngư lôi tự sát Kaiten vào năm 1945. Nó sống sót qua cuộc xung đột, và đầu hàng lực lượng Đồng Minh khi Thế Chiến II kết thúc. I-366 bị Hải quân Hoa Kỳ đánh đắm tại quần đảo Gotō trong khuôn khổ Chiến dịch Road's End vào ngày 1 tháng 4, 1946.

## Thiết kế và chế tạo

### Thiết kế
Tàu ngầm Type D là một kiểu tàu ngầm vận tải, được thiết kế dựa trên chiếc U-155 Deutschland của Hải quân Đế quốc Đức trong Thế Chiến I. Chúng có trọng lượng choán nước 1.808 tấn (1.779 tấn Anh) khi nổi và 2.251 tấn (2.215 tấn Anh) khi lặn, lườn tàu có chiều dài 73,5 m (241 ft 2 in), mạn tàu rộng 8,9 m (29 ft 2 in) và mớn nước sâu 4,46 m (14 ft 8 in). Con tàu có thể lặn sâu đến 75 m (246 ft), và có khả năng vận chuyển 85 tấn hàng hóa cùng mang theo hai xuồng đổ bộ Daihatsu.
Tàu ngầm Type D1 được trang bị hai động cơ diesel Kampon Mk.23B Model 8 tổng công suất 1.850 mã lực phanh (1.380 kW), mỗi chiếc vận hành một trục chân vịt. Khi lặn, mỗi trục được vận hành bởi một động cơ điện công suất 600 mã lực (447 kW). Khi di chuyển trên mặt nước nó đạt tốc độ tối đa 13 hải lý trên giờ (24 km/h; 15 mph) và 6,5 hải lý trên giờ (12,0 km/h; 7,5 mph) khi lặn dưới nước, tầm xa hoạt động của Type D1 là 15.000 hải lý (28.000 km; 17.000 mi) ở tốc độ 10 hải lý trên giờ (19 km/h; 12 mph), và có thể lặn xa 120 nmi (220 km; 140 mi) ở tốc độ 3 hải lý trên giờ (5,6 km/h; 3,5 mph).
Type D1 nguyên bản không được trang bị các ống phóng ngư lôi. Vũ khí trên boong tàu bao gồm một khẩu hải pháo 14 cm (5,5 in), cùng một pháo phòng không 25 mm Type 96 nòng đôi. Những chiếc còn sống sót vào đầu năm 1945 được cải biến để mang theo tối đa năm ngư lôi tự sát Kaiten.

### Chế tạo
I-366 được đặt lườn như là chiếc Tàu ngầm số 5466 tại Xưởng vũ khí Hải quân Kure ớ Kure, Hiroshima vào ngày 26 tháng 8, 1943. Nó được đổi tên thành I-366 đồng thời được hạ thủy cùng vào ngày 9 tháng 3, 1944. Con tàu hoàn tất và nhập biên chế vào ngày 3 tháng 8, 1944, dưới quyền chỉ huy của Thiếu tá Hải quân Masata Keiji.

## Lịch sử hoạt động
Sau khi nhập biên chế, I-366 được phối thuộc cùng Quân khu Hải quân Yokosuka, và được điều về Hải đội Tàu ngầm 11 để chạy thử máy huấn luyện. Nó sau đó đi đến Kure, Hiroshima, nơi một động cơ diesel bị hỏng vào đầu tháng 9, và công việc sửa chữa kéo dài cho đến đầu tháng 10. Sau khi hoàn tất việc huấn luyện, nó được điều sang Hải đội Tàu ngầm 7 từ ngày 2 tháng 10,  và đi đến Yokosuka vào đầu tháng 11.

### Các nhiệm vụ vận chuyển
Lúc 16 giờ 00 ngày 3 tháng 12, I-366 khởi hành từ Yokosuka để hướng sang đảo Pagan thuộc quần đảo Mariana cho chuyến đi vận tải đầu tiên, vận chuyển 51 tấn lương thực và đạn dược. Không lâu sau khi khởi hành, nó gặp phải một cơn bão và bị cuốn trôi xuống biển nhiều thùng chứa gạo chất trên boong phía sau. Đến ngày 10 tháng 12, nó đang đi trên mặt nước để nạp điện lại ắc-quy khi phát hiện một máy bay, nên phải lặn khẩn cấp xuống độ sâu 130 ft (40 m); tuy nhiên một van bị hỏng đã khiến con tàu chìm đến độ sâu 290 ft (88 m), gây rò rỉ trục kính tiềm vọng. Chiếc tàu ngầm đi đến Pagan vào chiều tối ngày 14 tháng 12, chỉ dừng lại trong bốn giờ để chuyển hàng hóa sang các xuồng đổ bộ Daihatsu, rồi đón lên tàu 49 hành khách bao gồm phi công trước khi lên đường cho chặng quay trở về. Ít nhất mười hành khách trên tàu là thương binh và sáu người đã từ trần trước khi về đến Nhật Bản. Nó về đến Yokosuka lúc 10 giờ 00 ngày 28 tháng 12.
Tại Yokosuka, I-366 được tái trang bị bao gồm bổ sung một radar Type 13 phòng không. Vào ngày 1 tháng 1, 1945, nó thuộc biên chế Hải đội Tàu ngầm 7 bao gồm các tàu ngầm I-361, I-362, I-363, I-367, I-368, I-369, I-370 và I-371.
Sau khi hoàn tất việc đại tu, I-366 khởi hành từ Yokosuka vào ngày 29 tháng 1 cho chuyến đi vận tải thứ hai, đi sang căn cứ Truk với hàng hóa là xăng máy bay và phụ tùng cho máy bay trinh sát Nakajima C6N1 Saiun thuộc Phi đoàn 141 Hải quân, vốn cần nhiên liệu và phụ tùng để trinh sát nơi neo đậu Ulithi của Hải quân Hoa Kỳ. Tuy nhiên không lâu sau khi khởi hành, nó phát hiện ăn-ten vô tuyến sóng ngắn không thể thu lại được, nên phải quay trở lại cảng Yokosuka, rồi lên đường lúc chiều tối sau khi sửa chữa xong. Trên đường đi, nó phát hiện một tàu tuần dương Đồng Minh đang di chuyển theo hướng Tây Nam lúc 04 giờ 48 phút ngày 10 tháng 2.
Đi đến Truk vào ngày 12 tháng 2, I-366 cho chất dỡ 33 tấn nhiên liệu cùng các hàng hóa khác. Sau đó nó lên đường hướng đến đảo Meleyon tại Woleai thuộc quần đảo Caroline, đến nơi vào ngày 16 tháng 2. Tại đây nó chất dỡ 51 tấn lương thực và đạn dược lên chín xuồng đổ bộ Daihatsu, rồi đón lên tàu 42 hành khách trước khi lên đường quay trở về Nhật Bản Yokohama. Trên đường đi, nó bắt gặp một đoàn tàu vận tải Đồng Minh đang hướng đến Iwo Jima vào cuối tháng 2. Nó về đến Yokohama vào ngày 3 tháng 3.

### Tàu ngầm chở ngư lôiKaiten
Sau khi về đến Yokosuka, I-366 được chọn để cải biến từ một tàu ngầm vận tải thành một tàu ngầm "mẹ" mang ngư lôi tự sát Kaiten. Việc cải biến bao gồm tháo dỡ khẩu hải pháo 14 cm (5,5 in) cùng các xuồng đổ bộ Daihatsu, và lắp đặt các bộ gá để chở được năm ngư lôi trên boong tàu. Khác với một số tàu ngầm Type D1 khác, I-366 không được trang bị ống phóng ngư lôi thông thường. Trong thời gian này, Hải đội Tàu ngầm 7 được giải thể vào ngày 20 tháng 3, và I-366 được điều sang Hải đội Tàu ngầm 15.

#### Nhiệm vụKaitenthứ nhất
Từ ngày 26 đến ngày 29 tháng 3, lực lượng Hoa Kỳ bắt đầu chiếm các căn cứ tiền phương và nơi neo đậu tại quần đảo Kerama về phía Tây Nam Okinawa, và Trận Okinawa chính thức bắt đầu vào ngày 1 tháng 4 khi lực lượng Hoa Kỳ đổ bộ lên chính đảo Okinawa. Do đó sau khi công việc cải biến hoàn tất, I-366 cùng với tàu ngầm chị em I-367 được phối thuộc cùng Đội Kaiten Shimbu vào ngày 2 tháng 5, và đến ngày 4 tháng 5 đã lên đường đi sang căn cứ Kaiten tại Hikari, nơi nó nhận các ngư lôi Kaiten và được phái đi hoạt động tại vùng biển giữa Okinawa và Ulithi để tấn công tàu bè Đồng Minh. Tuy nhiên, đang khi thực hành phóng Kaiten ngoài khơi Hikari vào ngày 6 tháng 5, chiếc tàu ngầm va phải một quả thủy lôi, gây hư hại chân vịt và bánh lái. Một tàu kéo từ Hikari đã đi đến để kéo chiếc tàu ngầm quay trở về cảng; hư hại đã ngăn trở nó tham gia nhiệm vụ Shimbu.
I-366 được sửa chữa tại Xưởng vũ khí Hải quân Kure ở Kure. Đang khi được sửa chữa, chiếc tàu ngầm cũng được trang bị một dàn radar. Đến ngày 20 tháng 7, công việc hoàn tất và con tàu thực hành huấn luyện phóng Kaiten.

#### Nhiệm vụKaitenthứ hai
Vào ngày 1 tháng 8, I-366 được phối thuộc cùng Đội Kaiten Tamon cùng với các tàu ngầm I-47, I-53, I-58, I-363 và I-367. Nó cùng năm ngư lôi Kaiten trên tàu xuất phát từ căn cứ Hirao cùng ngày hôm đó để tuần tra tại khu vực Đông Nam Okinawa.
Vào ngày 11 tháng 8, I-366 phát hiện một đoàn tàu vận tải Đồng Minh ở vị trí 500 nmi (930 km) về phía Bắc Palau, và dự định phóng toàn bộ năm chiếc Kaiten của nó. Hai chiếc gặp trục trặc kỹ thuật, nhưng nó phóng thành công ba chiếc còn lại từ khoảng cách rất xa. I-366 không nghe thấy tiếng nổ nào, và sĩ quan hoa tiêu của nó cho rằng cả ba quả Kaiten đã cạn nhiên liệu trước khi đến được đoàn tàu vận tải đối phương, và các hoa tiêu đã chết ngạt. Dù sau I-366 vẫn tự nhận đã đánh chìm ba tàu vận tải đối phương trong đợt tấn công này, nhưng thực ra nó không gây bất cứ hư hại nào cho đoàn tàu vận tải.

### Cuối chiến tranh - Bị loại bỏ
Trong khi I-366 đang trên đường quay trở về Nhật Bản, Thế Chiến II kết thúc vào ngày 15 tháng 8, 1945, khi Thiên hoàng Chiêu Hòa Hirohito công bố qua đài phát thanh mệnh lệnh đình chỉ chiến sự giữa Nhật Bản và Đồng Minh. I-366 về đến Kure vào ngày 18 tháng 8, và đầu hàng lực lượng Đồng Minh tại đây trong tháng 9, sau khi văn kiện đầu hàng được ký kết trên thiết giáp hạm USS Missouri neo đậu trong vịnh Tokyo vào ngày 2 tháng 9. 
Đến tháng 10, I-366 di chuyển từ Kure đến Sasebo, nơi nó bị tháo dỡ mọi thiết bị và vật liệu có giá trị. Tên nó được cho rút khỏi đăng bạ hải quân vào ngày 30 tháng 11, 1945. Trong khuôn khổ Chiến dịch Road's End, tàu tiếp liệu tàu ngầm Hoa Kỳ USS Nereus (AS-17) đã kéo I-366 từ Sasebo đến khu vực ngoài khơi quần đảo Gotō vào ngày 1 tháng 4, 1946. Tại đây cùng với một số tàu ngầm Nhật Bản khác, nó bị đánh chìm bằng chất nổ và đắm lúc 13 giờ 52 phút.